# Schlappiner Joch
Das Schlappiner Joch ist ein 2201 m ü. M. hoher Gebirgspass zwischen Vorarlberg und Graubünden.

## Name
Schlappin wird aus dem Rätoromanischen stolppin abgeleitet. Dies bedeute schlagen. Gemeint sei damit, das über den Pass (Joch) getriebene Vieh mit Stöcken anzutreiben. Joch im Sinne von italienisch forca bedeutet Bergpass (eine Bezeichnung mit rätoromanischen Wurzeln). Nach anderer Ableitung soll sich Schlappin aus dem rätoromanischen „Val Silva Pina“ = „Kiefernwaldtal“ gebildet haben (Val Silva Pina zu Silvapina zu Slapina und dann zu Schlappina/Schlappin).

## Geographie
Der Übergang liegt zwischen den Orten Gargellen in Vorarlberg in Österreich und Schlappin in Graubünden in der Schweiz. Gleichzeitig ist der zwischen Madrisahorn und Rotbühelspitze gelegene Pass Grenzpunkt zwischen den Gebirgsgruppen Rätikon und Silvretta.

## Geschichte
Am Schlappiner Joch wurden Lanzenspitzen aus der Bronzezeit  und axtähnliche Werkzeuge, die als Waffe dienten, sogenannte Paalstäbe, gefunden. Sie verdeutlichen, dass dieser Pass als Verbindung zwischen dem Montafon und Graubünden schon vor Tausenden von Jahren benutzt wurde.
Das Prättigau wie das Montafon standen von 1477 bis 1649 gemeinsam unter der Herrschaft der Habsburger. Im Zuge des Prättigauer Aufstandes im Dreißigjährigen Krieg überschritten 1621 vom Montafon aus 800 kaiserliche Soldaten unter Oberst Erhard Brion das Schlappiner Joch („Raubend, brennend, mordend. Es ward nicht des Kindes im Mutterleib geschont“). Dem folgten wechselseitige Raubzüge über das Joch, als letzter 1622 ein Einfall der Prättigauer ins Montafon.
Während des Ersten und des Zweiten Koalitionskriegs 1796 bzw. 1799 wehrten Montafoner Schützenverbände – 1799 unter dem Schrunser Landammann Johann Josef Batlogg (1751–1800) – französische Truppen, die von Graubünden kommend ins Montafon einfallen wollten, am Schlappiner Joch ab.
Während des Zweiten Weltkrieges wurde auf Schweizer Seite nach 1940 südlich von Schlappin die Sperre Schlappin gebaut, da ein Infanterieangriff über das Joch für möglich gehalten wurde. Es entstanden vier Maschinengewehrstellungen in Felskavernen, die im Zuge des Konzepts Armee 95 aufgegeben wurden.
Ein Straßenbauprojekt im Jahr 1970 über das Schlappiner Joch, welches die Gemeinden St. Gallenkirch im Montafon und Klosters im Bezirk Prättigau-Davos verbinden sollte, scheiterte am politischen Willen auf beiden Seiten. Bereits zuvor waren solche Projekte diskutiert worden.

## Via Valtellina
Jahrhundertelang war der Passübergang Teil des heute Via Valtellina genannten Weges, der in einem Gerichtsentscheid des Jahres 1779 gar als „Hauptstraße“ bezeichnet wurde. Die viel begangene Verbindung zwischen Vorarlberg und Oberitalien war der kürzeste Weg vom Bodensee zum Comersee und weiter nach Mailand.
Viele Handelsgüter und über tausend Stück Vieh waren jährlich auf dem Saumpfad vom Montafon ins Prättigau. Aus dem Veltlin kam der Wein auf schwerbeladenen Saumrossen durch das Puschlav und das Engadin nach Klosters im Prättigau und über das Schlappiner Joch ins Tal und weiter bis in den Bodenseeraum.
Diese Route spielte bis vor allem von 1512 bis 1797, in den Jahren der Herrschaft der Drei Bünde über das Veltlin, eine wichtige Rolle im grenzüberschreitenden Handelsverkehr.